# Tina e Milo
Tina e Milo sono le mascotte olimpiche dei XXV Giochi olimpici invernali di Milano e Cortina. 
Sono due ermellini, sorella e fratello, dai manti bianco e marrone.
Le mascotte sono state scelte con un sondaggio pubblico con oltre 1.600 proposte, create da studenti italiani di età compresa tra 6 e 14 anni. Tina e Milo, disegnati dagli studenti dell'Istituto Comprensivo di Taverna, in Calabria, hanno vinto con il 53 percento dei voti. Il concorso è stato una collaborazione tra il Comitato Organizzatore Milano Cortina 2026 e il Ministero dell'istruzione e del merito. Le mascotte prendono il nome dalle città di Cortina d'Ampezzo e Milano. I loro design sono stati svelati il 7 febbraio al Festival di Sanremo 2024.

## Storia
Tina e Milo sono fratelli. Tina, la mascotte olimpica, ha il manto bianco e si è trasferita dalle montagne italiane alla città per esplorare cose nuove. Suo fratello Milo, la mascotte paralimpica, ha il manto marrone ed è nato senza una gamba, ma usa la coda per aiutarsi a camminare. Gli studenti designer di Tina e Milo hanno detto che gli ermellini sono simboli di innocenza e purezza, e che i due con colori di mantello diversi rappresentano dualità e diversità. Il Comitato Organizzatore di Milano Cortina 2026 ha descritto la coppia come le "prime mascotte apertamente Gen Z".
Le mascotte durante i giochi olimpici saranno accompagnati da una squadra di sei fiori di bucaneve antropomorfi chiamati the Flo, basati sui design dei secondi classificati nel concorso delle mascotte, progettati dagli studenti dell'Istituto Comprensivo Sabin di Segrate. Simboleggiano speranza e resilienza.